# Gavran (zviježđe)
Gavran (lat. Corvus) jedno je od 88 modernih i 48 originalnih Ptolemejevih zviježđa. Manje je zviježđe južne polutke sa samo 11 zvijezda vidljivih golim okom. Oblik gavrana su među zvijezdama prepoznali i babilonski astronomi prije 3000 godina. U grčkoj mitologiji zviježđe je nazvano po gavranu kojega je, u jednoj od inačica mita, Apolon kaznio da vječno žedan gleda vrč s vodom. Najsjajnije su zvijezde Gienah (Dženah) (γ Crv), prividne magnitude 2,58, Kraz (β Crv), Algorab (δ Crv), Minkar (ε Crv) te Alkiba (α Crv). U zviježđu se nalaze planetarna maglica NGC 4361, spiralna galaktika NGC 4027, galaktike u sudaru NGC 4038 i NGC 4039 i dr.